# XX Brygada Piechoty (II RP)
XX Brygada Piechoty (XX BP) – brygada piechoty Wojska Polskiego II RP.
XX BP sformowana została na przełomie czerwca i lipca 1919 roku, na terenie operacyjnym Frontu Galicyjsko-Wołyńskiego, w składzie 10 Dywizji Piechoty oraz w wyniku połączenia pułków piechoty powstałych na terenie Okręgu Generalnego „Łódź” z pułkami 4 Dywizji Strzelców Polskich.
W październiku 1921 roku dowództwo XX BP przeformowane zostało w dowództwo piechoty dywizyjnej 10 Dywizji Piechoty, a oba pułki podporządkowane bezpośrednio dowódcy 10 DP.

## Dowódcy
- płk Lucjan Kopczyński (od VI 1919)
- płk Stanisław Oktawiusz Małachowski (VII 1919 - II 1920)
- kpt Leon Sulkiewicz (3 III 1920 - )[1]
- płk Franciszek Sikorski (III - X 1920)
- płk Ryszard Hausner (X 1920 - IV 1921)
- ppłk Wiktor Thommée (IV - IX 1921)

## Organizacja brygady
- dowództwo XX Brygady Piechoty
- 30 pułk Strzelców Kaniowskich (30 pułk piechoty Ziemi Łowickiej)
- 31 pułk Strzelców Kaniowskich (31 Włocławski pułk piechoty + 15 pułk strzelców polskich)